# Aussevielle
Aussevielle är en kommun i departementet Pyrénées-Atlantiques i regionen Nouvelle-Aquitaine i sydvästra Frankrike. Kommunen ligger i kantonen Lescar som tillhör arrondissementet Pau. År 2022 hade Aussevielle 833 invånare.

## Befolkningsutveckling
Antalet invånare i kommunen Aussevielle
| Referens: INSEE |